# Paruro (província)
Paruro é uma província do Peru localizada na região de Cusco. Sua capital é a cidade de Paruro.

## Distritos da província
- Accha
- Ccapi
- Colcha
- Huanoquite
- Omacha
- Paccaritambo
- Paruro
- Pillpinto
- Yaurisque